# Antonio Zaracho
Antonio Román Zaracho Núñez (Asunción, Paraguay, 13 de junio de 1957) es un exfutbolista y entrenador paraguayo nacionalizado chileno. Jugaba de portero y militó en diversos clubes de Paraguay, Chile y Venezuela. Actualmente dirige a Deportes Concepción de la Primera B de fútbol femenino de Chile. 
Pese a que nació en Paraguay, Zaracho realizó la mayor parte de su carrera en Chile, país donde obtuvo la doble nacionalización y sobre todo, porque militó en 7 clubes de ese país.

## Clubes

### Como jugador
| Club                  | País      | Año       |
| --------------------- | --------- | --------- |
| Tacuary               | Paraguay  | 1977      |
| Deportivo Táchira     | Venezuela | 1978-1979 |
| Resistencia SC        | Paraguay  | 1980      |
| Nacional              | Paraguay  | 1981-1982 |
| Deportes Antofagasta  | Chile     | 1983-1984 |
| San Luis              | Chile     | 1985      |
| Huachipato            | Chile     | 1986-1991 |
| Arturo Fernández Vial | Chile     | 1992      |
| Frutilinares          | Chile     | 1993      |
| Deportes Concepción   | Chile     | 1994-1997 |
| Cobresal              | Chile     | 1998-1999 |
| General Caballero     | Paraguay  | 2000      |

### Como entrenador
| Club                             | País  | Año       |
| -------------------------------- | ----- | --------- |
| Huachipato                       | Chile | 2007-2008 |
| Deportes Concepción              | Chile | 2014-2017 |
| Arturo Fernández Vial (femenino) | Chile | 2021-2023 |
| Deportes Concepción (femenino)   | Chile | 2025-     |